# European Weightlifting Federation
L'European Weightlifting Federation (EWF) è la federazione sportiva europea, fondata nel 1969, che governa a livello continentale il sollevamento pesi.
Tra le sue attività figura l'organizzazione dei campionati europei di sollevamento pesi. L'EWF è associata all'International Weightlifting Federation (IWF) che ha giurisdizione a livello mondiale.

## Paesi membri
- Albania
- Armenia
- Austria
- Azerbaigian
- Belgio
- Bielorussia
- Bosnia ed Erzegovina
- Bulgaria
- Cipro
- Croazia
- Danimarca
- Estonia
- Finlandia
- Francia
- Galles
- Georgia
- Germania

- Grecia
- Irlanda
- Irlanda del Nord
- Islanda
- Israele
- Italia
- Kosovo
- Lettonia
- Lituania
- Lussemburgo
- Malta
- Moldavia
- Monaco
- Norvegia
- Paesi Bassi
- Polonia
- Portogallo

- Regno Unito
- Rep. Ceca
- Romania
- Russia
- San Marino
- Scozia
- Serbia
- Slovacchia
- Slovenia
- Spagna
- Svezia
- Svizzera
- Turchia
- Ucraina
- Ungheria

## Presidenti
| Nr. | Nome                 | Nazione     | Periodo   |
| --- | -------------------- | ----------- | --------- |
| 1   | Janusz Przedpełski   | Polonia     | 1969-1983 |
| 2   | André Coret          | Francia     | 1983-1987 |
| 3   | Wally Holland        | Regno Unito | 1987-1999 |
| 4   | Waldemar Baszanowski | Polonia     | 1999-2008 |
| 5   | Antonio Urso         | Italia      | 2008-2021 |
| 6   | Hasan Akkus          | Turchia     | 2021-2021 |
| 7   | Antonio Conflitti    | Moldova     | 2021-     |